# She Wolf (Falling to Pieces)
She Wolf (Falling to Pieces) er en sang udført af den franske DJ og musikproducer David Guetta, og byder på vokal fra den australske musiker Sia. Det blev udgivet som single fra genudgivelsen af Nothing But the Beat, Nothing But the Beat 2.0, og stemmer overens som albummets syvende Single samletset. Det blev udgivet via digital download den 21. august 2012.

## Baggrund
Forud for den officielle udgivelse den 21. august 2012, blev en EP af remixet af sporet, og byder på bidrag fra Michael Calingham og Sandro Silva, blev stillet til rådighed for en kortere tid, udelukkende via Beatport, den 7. august 2012. Den officielle udgivelse var efterfølgende den 21. august 2012, før sporet blev udsendt i form af CD single og 12" vinyl i Tyskland den 24. august 2012. Singlen blev udgivet i Storbritannien den 10. september 2012, på datoen for albummets udgivelse. Det toppede som #8 på UK Singles Chart. Selv om denne sang undlod at komme på den amerikanske Billboard Hot 100, toppede den Billboard Hot Dance Club Songs hitlisten, hvilket gør den til Guettas syvende nummer et på hitlisten.

## Track listing
- Digital download[1]

1. "She Wolf (Falling to Pieces)" – 3:30

- Digital download – EP[4]

1. "She Wolf (Falling to Pieces)" (Michael Calfan Remix) – 6:00
2. "She Wolf (Falling to Pieces)" (Sandro Silva Remix) – 4:47
3. "She Wolf (Falling to Pieces)" (Extended Mix) – 4:59

- CD single[5]

1. "She Wolf (Falling to Pieces)" (Michael Calfan Remix) – 6:00
2. "She Wolf (Falling to Pieces)" (Sandro Silva Remix) – 4:47
3. "She Wolf (Falling to Pieces)" (extended mix) – 4:59
4. "She Wolf (Falling to Pieces)" (album version) – 3:42

- German 12" vinyl[3]

1. "She Wolf (Falling to Pieces)" (Michael Calfan Remix) – 6:00
2. "She Wolf (Falling to Pieces)" (extended mix) – 4:59
3. "She Wolf (Falling to Pieces)" (Sandro Silva Remix) – 4:47